# هيدتويو واتاناب
هيدًتويو واتانابً (باليابانية: 渡邉 英豊) (19 يناير 1971 في كاناغاوا في اليابان – )؛ هو لاعب كرة قدم ياباني سابق كان يلعب كحارس مرمى.

## وصلات خارجية
- هيدتويو واتاناب على موقع رابطة كرة القدم اليابانية للمحترفين (اليابانية)